# Stevenson (cràter)
Stevenson és un cràter d'impacte en el planeta Mercuri de 134 km de diàmetre. Porta el nom de l'escriptor escocès Robert Louis Stevenson (1850-1894), i el seu nom va ser aprovat per la Unió Astronòmica Internacional el 2012.